# Anoncopencus curvipes
Anoncopencus curvipes is een keversoort uit de familie loopkevers (Carabidae). De wetenschappelijke naam van de soort is voor het eerst geldig gepubliceerd in 1829 door Dejean in Dejean & Boisduval.